# Bubesheim
Bubesheim è un comune tedesco di 1 442 abitanti, situato nel land della Baviera.